# Latarnia morska Jamestown
Latarnia morska Jamestown jest położona w Jamestown, dzielnicy Akry, stolicy Ghany. Pierwszy tego typu obiekt na tym miejscu powstał w 1871 roku. W latach 30 XX wieku zbudowano nową latarnię morską. Mierzy ona 28 metrów wysokości. Obecna 28 - metrowa budowla została zbudowana W 1930. Obok niej znajduje się dom latarnika, który tak samo jak latarnia jest pomalowany w czerwono - białe pasy.

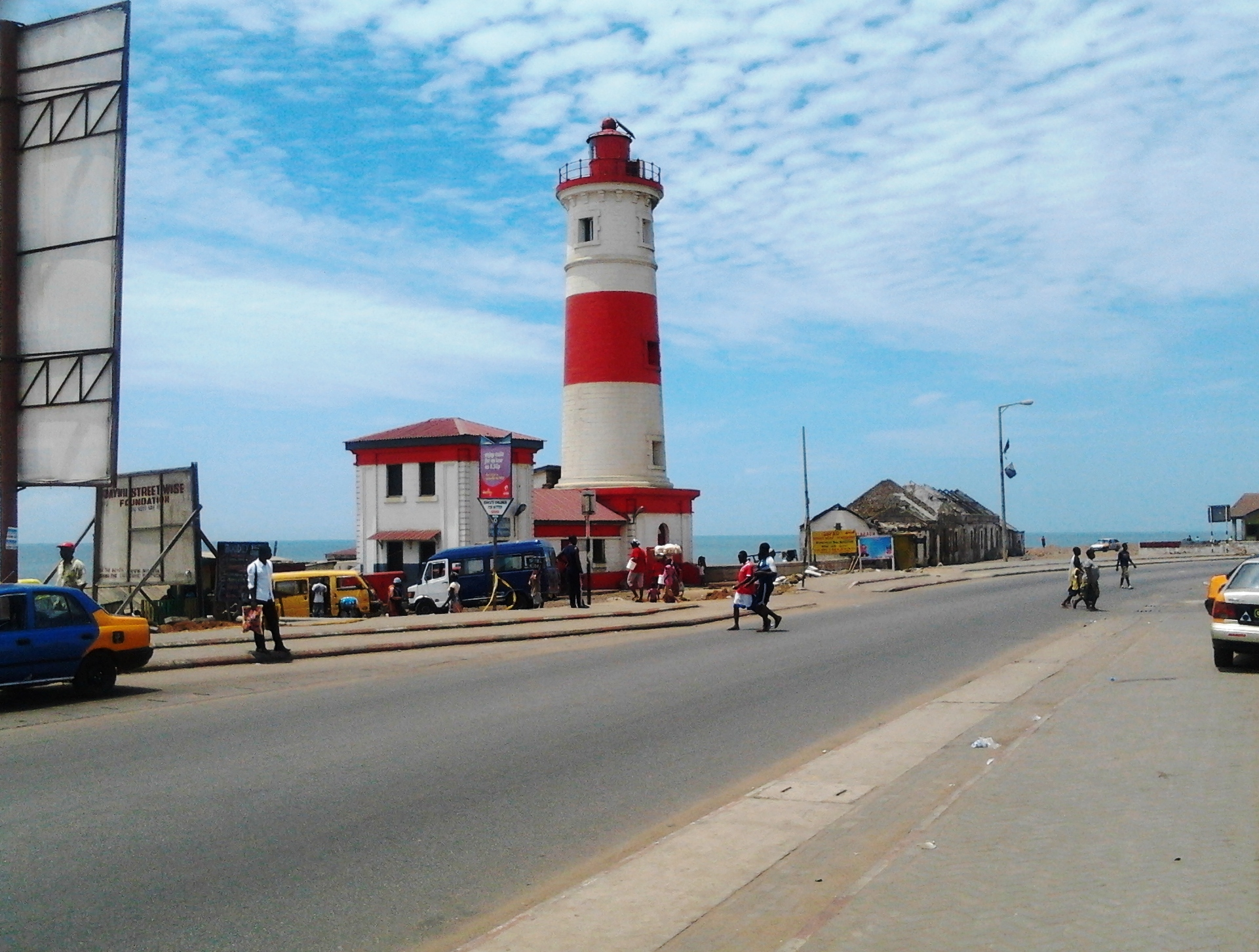
Latarnia morska
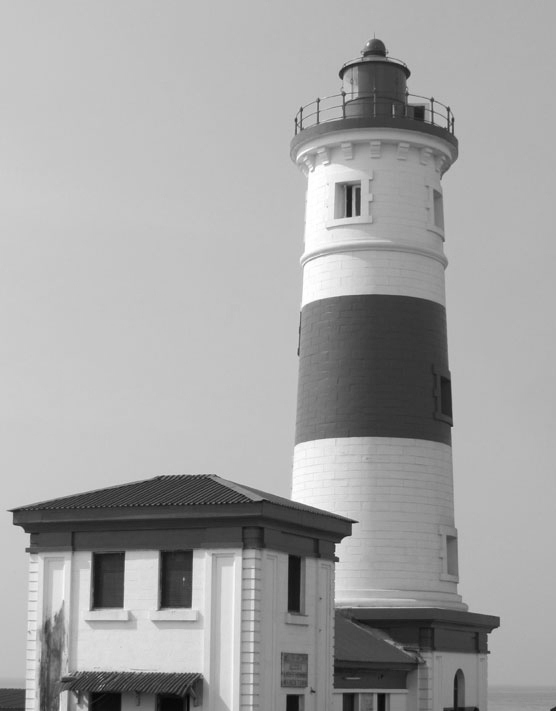
stare zdjęcie latarni